# فالچیانو دل ماسیکو
فالچیانو دل ماسیکو (به ایتالیایی: Falciano del Massico) یک کومونه در ایتالیا است که در استان کسرتا واقع شده‌است.

## خصوصیات
فالچیانو دل ماسیکو ۴۲٫۰ کیلومترمربع مساحت و ۳٬۸۲۷ نفر جمعیت دارد.